# Александр Усик — Тони Беллью
Александр Усик — Тони Белью или «Тот, кто посмел» (англ. He who dares) — боксерский 12-раундовый поединок в первом тяжёлом весе, который состоялся 10 ноября 2018 года в спортивном комплексе Манчестер Арена (Манчестер, Великобритания). На кону стояли титулы чемпиона мира по версиям WBC, WBO, IBF, WBA Super и The Ring, а так же титулы Линейного чемпиона и Абсолютного чемпиона мира по боксу в первом тяжёлом весе, которые принадлежат Усику.
Поединок проходил с переменным успехом. Согласно судейским запискам, три первых раунда выиграл Тони Белью, четвертый остался за Усиком, пятый и шестой раунды были равным и судьи разделились во мнениях (один судья отдал оба раунда в актив британца, другой судья отдал один раунд украинцу, выставив в следующем раунде ничейный счёт, а третий судья отдал по одному раунду Усику и Белью), а седьмой прошёл с преимуществом Усика и был отдан ему. На момент остановки поединка претендент лидировал на двух судейских записках со счётом 68:65 и 67:66, а на третьей был ничья 67:67. В 8-м раунде Усик сумел потрясти и нокаутировать соперника.
После этого поединка Александр Усик заявил о своем намерении прекратить выступать в рамках первого тяжёлого веса (до 90,7 кг) и перейти в тяжёлый вес (более 90,7 кг). Для Белью это поражение стало третьим и последним в профессиональной боксёрской карьере, которую он закончил сразу после поражения от Усика.

## Предыстория
5 мая 2018 года в Лондоне состоялся поединок-реванш между двумя английскими боксёрами-тяжеловесами — Тони Белью и Дэвидом Хэем, который завершился победой первого техническим нокаутом в 5-м раунде. Вскоре после этой победы Белью заявил что может провести поединок против Андре Уорда, Диллиан Уайта или победителя боя Александр Усик — Мурат Гассиев. Затем Белью начал выражать заинтересованность в поединке против тогдашнего чемпиона мира по версиям WBC и WBO Александра Усика.
21 июля в Москве состоялся финальный поединок 1-й Всемирной боксёрской супер-серии в тяжёлом весе между Александром Усиком и Муратом Гассиевым за титулы чемпиона мира по версиям WBC и WBO, которые принадлежали Усику и чемпионские титулы по версиям IBF и WBA Super, которые принадлежали Гассиеву, кубок Мохаммеда Али, который стал призом победителю, а также вакантные титулы Абсолютного чемпиона мира по боксу в первом тяжёлом весе, чемпиона мира по версии журнала The Ring и Линейного чемпиона. Поединок продлился двенадцать раундов и завершился победой Александра Усика единогласным судейским решением.
В интервью после боя с Гасиевым, Усик заявил, что хочет встретиться с британским боксёром Тони Беллью , который до этого заявлял о возможном поединке против него. Через несколько часов Белью высказался о готовности провести поединок. 23 июля промоутер британского боксёра Эдди Хирн заявил, что бой может состояться в октябре — ноябре 2018 года.

## Прогнозы
Британский топ-проспект крузервейта Лоуренс Околи (9-0, 7 КО) считал, что соотечественнику Тони Беллью по силам побить Александра Усика.  «Я не просто считаю, что Беллью по силам одержать победу над Усиком. Я верю, что он одержит победу, — заявляет проспект-патриот. — Я смотрел бои Усика. Согласен, он очень хорош. Но, например, бой с Бриедисом был абсолютно равной схваткой. Победу можно было отдавать как одному, так и другому. А всё почему? А всё потому, что Бриедис дрался умно. Наносил хорошие удары. Да и вообще он — хороший боксёр».
Британский экс-чемпион мира в двух весовых категориях Дэвид Хэй, ушедший на пенсию после двух боев подряд с Тони Белью, в качестве эксперта для родного ТВ, прокомментировал возможный поединок соотечественника. «— Он на самом деле не настоящий супертяж. Усик доказал, что он лучший в мире крузер, выиграв турнир. Единственное оставшееся имя в тяжёлом весе — это бывший чемпион Тони Беллью. В последних поединках у него были две большие победы, в которых он был большим андердогом. В этот раз он опять будет большим андердогом против Усика, но не надо недооценивать Тони. Он был андердогом много раз, но выиграл европейский титул, потом титул чемпиона мира. Тони всегда находит путь к победе. Так что в поединке с Усиком может быть ещё один сюрприз.»
Известный американский тренер Джеймс Али Башир, проработавший с Усиком до 2017 года и под руководством которого он поставил рекорд по самому быстрому завоеванию чемпионского титула в этом весе выразил уверенность в Усике. «Я предсказывал, что Усик будет доминировать (в бою с Муратом Гассиевым, — ред.), — заявил Башир в комментарии каналу 112 Украина. — Это и произошло. Он просто из другой лиги. Он уверен в себе, а его кондиции — вот то, что отличает его от соперника. Я ж готовил его три года и видел в нём то, что другие боксёры не показывали мне последние 25 лет. Чтобы вспомнить, кто ещё был с таким "огнём", придётся лезть далеко назад по годам».
«Усик побьёт Беллью, побьёт Диллиана Уайта, побьёт всех этих ребят», — заявил экс-коуч.
Тренер Тони Беллью Дэвид Колдуэлл: «По моему мнению, единственный большой бой для Тони Беллью, единственное испытание и мотивация — это бой с Усиком. Александр очень-очень хорош, но его можно победить, — убеждён Колдуэлл. — Он пропускает удары. Гассиев был противником с таким стилем, при котором Усик засиял. Нужно это запомнить и принять к сведению. Усик — феноменален, не поймите меня неправильно, но Гассиев дал ему возможность выглядеть суперменом, бойцом, которого невозможно победить. Но это не так».
Бронзовый призёр Олимпийских игр (2008) Девид Прайс сказал: «Считаю, для Беллью это крутой бой, если честно, — сказал он Sky Sports. — Ему нечего терять. Единственный вариант, когда он теряет", это если его убедительно победят, вообще изобьют. Но я ставлю стотыщмильёнов, что такого не будет. Хотя Усик и невероятный боец, Беллью будет лучшим, кто был у него в профессиональной карьере».
«Думаю, в техническом плане Тони получше Гассиева, он контрпанчер, а ещё он сейчас на гребне волны. Он выиграл 10 последних боёв, и с каждым новым становится всё увереннее в своих силах. Наверное, уже чувствует себя непобедимым и фаворитом встречи с Усиком. Если он выдержал удары Дэвида Хэя, то, вероятно, и Усика выдержит. Считаю, основное его беспокойство — это количество ударов, которое будет выбрасывать противник. Интригующий и классный бой», — сказал британец.
Бывший чемпион мира по версии WBO в тяжёлом весе, а ныне — хозяин микрофона комментатора на многих боксёрских шоу в Англии, Джонни Нельсон полагает, что у его соотечественника Тони Беллью есть шансы на успех во встрече с Усиком: «Думаю, он способен перебоксировать Усика», — заявил ветеран в эфире во время боя Джошуа-Поветкин и тут же наткнулся на возражения коллег.
Бывший претендент на титул британец Диллиан Уайт пообщался с британским порталом IFL TV по поводу предстоящего поединка и сказал: «Люди списывали меня со счетов, и я доказывал, что они не правы. С Беллью то же самое. Он возвращался после поражений, он тяжело работает, и я думаю, он нокаутирует Усика.»

## Взвешивание
9 ноября 2018 года в Манчестере боксеры успешно уложились в лимит 200 фунтов (90,7 кг). Усик показал на весах 198,4 фунта (90 кг), Белью — 199,4 фунта (90,4 кг).

## Ход поединка
Усик традиционно набирал обороты по ходу поединка, чем не преминул воспользоваться Беллью, забравший несколько раундов в первой половине боя за счёт успешных действий в защите и навстречу. Однако, стоило Александру добавить в активности и заработать первым номером, как инициатива стала всё прочнее переходить к нему.
В восьмом раунде Усик пошёл вперёд ещё решительнее, буквально загоняв британца ударами с дистанции, и в итоге отправил его в нокаут левым боковым. Беллью завалился на спину под канаты, продолжить схватку был уже не в силах. На момент остановки боя, на картах двух судей (Стив Грэй из Великобритании и Алехандро Лопес из Мексики) впереди был Беллью. Третий (Юрий Копцев из России) насчитал ничью.

## Слова после боя
«Мне нужно было, чтобы он был под моим напряжением, но притом, как он будет меня атаковать, чтобы он бил воздух. Чтобы он потерял уверенность в своих ударах. И я ждал, когда в моём углу скажут: всё, можешь делать то, что нужно», — сказал Усик.

«Это успешный и радостный поединок, я зарекомендовал себя в Британии. Я приехал в Британию и выиграл у одного из сильнейших боксёров этой страны, — отметил украинец. — Здесь сумасшедшая атмосфера фанов. Когда я выходил, некоторые кричали не в мою пользу, но к 4-5 раунду я слышал, как кричали мою фамилию. Всё поменялось — в этом и есть великолепие английских фанов и вообще Англии».
«Я отдал всё, что у меня было, но Усик — исключительный чемпион. Он — всё, чего я боялся. Он — лучший, с кем я когда-либо дрался, — признался Тони в интервью BBC Radio 5 live. — У меня был прекрасный план на бой, я старался изо всех сил, но этого было недостаточно. Он такой сильный и неудобный — давит, раз-два-три, а потом жалит. Он передавливает тебя и он больше, чем ты думаешь».
«Усик — возможно, лучший крузер в истории бокса. Он или Эвандер Холифилд. Хотел бы я увидеть их поединок, — замечтался британец. — Супертяжи, держитесь от него подальше. Он пропустил классный удар, но я даже не знаю, удалось ли мне ли его потрясти».

«Это точно моё последнее выступление. Я занимался этим 20 лет и теперь всё кончено», — подытожил Беллью.

## Финансы
Бой транслировался по системе PPV на канале Sky Box Office и было продано 603 тыс. За бой с Белью заработает 4 миллиона фунтов. Гонорар украинского боксера не разглашается.

### Статистика ударов
Ударов всего
| Боксёр         | Раунд                             | 1    | 2      | 3     | 4     | 5     | 6     | 7     | 8     | Всего       |
| -------------- | --------------------------------- | ---- | ------ | ----- | ----- | ----- | ----- | ----- | ----- | ----------- |
| Александр Усик | Попаданий (из них в корпус)/всего | 3/20 | 10/34  | 10/60 | 15/62 | 17/62 | 15/60 | 23/72 | 19/54 | 112(19)/424 |
| Александр Усик | Процент попаданий                 | 15 % | 29,4 % | 16,7% | 24,2% | 27,4% | 25%   | 31,9% | 35,2% | 26,4%       |
|                |                                   |      |        |       |       |       |       |       |       |             |
| Тони Беллью    | Попаданий (из них в корпус)/всего | 1/23 | 8/29   | 11/36 | 8/29  | 9/33  | 9/45  | 11/47 | 4/26  | 61(21)/268  |
| Тони Беллью    | Процент попаданий                 | 4,3% | 27,6%  | 30,6% | 27,6% | 27,3% | 20%   | 23,4% | 15,4% | 22,8%       |

Джебы
| Боксёр         | Раунд                             | 1     | 2     | 3     | 4     | 5     | 6     | 7     | 8    | Всего     |
| -------------- | --------------------------------- | ----- | ----- | ----- | ----- | ----- | ----- | ----- | ---- | --------- |
| Александр Усик | Попаданий (из них в корпус)/всего | 3/16  | 7/27  | 5/46  | 7/40  | 10/43 | 9/40  | 16/46 | 7/28 | 65(5)/286 |
| Александр Усик | Процент попаданий                 | 18,8% | 25,9% | 13%   | 17,5% | 23,3% | 22,5% | 34,8% | 25%  | 22,7%     |
|                |                                   |       |       |       |       |       |       |       |      |           |
| Тони Беллью    | Попаданий (из них в корпус)/всего | 0/12  | 3/14  | 2/18  | 0/9   | 3/15  | 2/21  | 4/23  | 0/11 | 14(2)/123 |
| Тони Беллью    | Процент попаданий                 | 0%    | 21,4% | 11,1% | 0%    | 20%   | 9,5%  | 17,4% | 0%   | 11,4%     |

Силовые удары
| Боксёр         | Раунд                             | 1    | 2     | 3     | 4     | 5     | 6     | 7     | 8     | Всего      |
| -------------- | --------------------------------- | ---- | ----- | ----- | ----- | ----- | ----- | ----- | ----- | ---------- |
| Александр Усик | Попаданий (из них в корпус)/всего | 0/4  | 3/7   | 4/14  | 8/22  | 7/19  | 6/20  | 7/26  | 12/26 | 47(14)/138 |
| Александр Усик | Процент попаданий                 | 0%   | 42,9% | 28,6% | 36,4% | 36,8% | 30%   | 26,9% | 46,2% | 34,1%      |
| Тони Беллью    | Попаданий (из них в корпус)/всего | 1/11 | 5/15  | 9/18  | 8/20  | 6/18  | 7/24  | 7/24  | 4/15  | 47(19)/145 |
| Тони Беллью    | Процент попаданий                 | 9,1% | 33,3% | 50%   | 40%   | 33,3% | 29,2% | 29,2% | 26,7% | 32,4%      |

### Судейские записки
| Судья           | Боксёры        | Раунд | Раунд | Раунд | Раунд | Раунд | Раунд | Раунд | Раунд | Раунд | Раунд | Раунд | Раунд | Итого |
| Судья           | Боксёры        | 1     | 2     | 3     | 4     | 5     | 6     | 7     | 8     | 9     | 10    | 11    | 12    | Итого |
| --------------- | -------------- | ----- | ----- | ----- | ----- | ----- | ----- | ----- | ----- | ----- | ----- | ----- | ----- | ----- |
| Алехандро Лопес | Александр Усик | 9     | 9     | 9     | 10    | 9     | 9     | 10    | —     | —     | —     | —     | —     | 65    |
| Алехандро Лопес | Тони Беллью    | 10    | 10    | 10    | 9     | 10    | 10    | 9     | —     | —     | —     | —     | —     | 68    |
|                 |                |       |       |       |       |       |       |       |       |       |       |       |       |       |
| Юрий Копцев     | Александр Усик | 9     | 9     | 9     | 10    | 10    | 10    | 10    | —     | —     | —     | —     | —     | 67    |
| Юрий Копцев     | Тони Беллью    | 10    | 10    | 10    | 9     | 9     | 10    | 9     | —     | —     | —     | —     | —     | 67    |
|                 |                |       |       |       |       |       |       |       |       |       |       |       |       |       |
| Стив Грей       | Александр Усик | 9     | 9     | 9     | 10    | 10    | 9     | 10    | —     | —     | —     | —     | —     | 66    |
| Стив Грей       | Тони Беллью    | 10    | 10    | 10    | 9     | 9     | 10    | 9     | —     | —     | —     | —     | —     | 67    |

## Андеркарт
| Боксёр                        | Итог боя   | Боксёр                          | Примечания |
| ----------------------------- | ---------- | ------------------------------- | --- |
| Александр Усик (15-0, 11 KO)  | KO 8 (12)  | Тони Белью (30-2-1, 20 KO)      | Бой за титул чемпиона мира по версиям WBO (6-я защита Усика), WBC (2-я защита Усика), IBF (1-я защита Усика), WBA (1-я защита Усика) и The Ring (1-я защита Усика). |
| Энтони Кролла (33-6-3, 13 KO) | UD 12      | Дауд Йордан (38-3, 26 KO)       | Рейтинговый поединок в лёгком весе. |
| Рики Бёрнс (42-7-1)           | TKO 3 (10) | Скотт Кардл (23-2-1)            | Рейтинговый поединок в лёгком весе. |
| Джош Келли (7-0)              | TKO 1 (10) | Вальтер Фабиан Кастилльо (13-2) | Рейтинговый поединок в полусреднем весе. |
| Дэвид Аллен(15-4-2)           | RTD 7 (10) | Ариэль Эстебан Бракамонте (8-1) | Рейтинговый поединок в тяжелом весе. |
| Сэм Хайд (9-0-1)              | TKO 8 (10) | Ричард Риакфор (7-0)            | Бой за вакантный титул интерконтинентального чемпиона по версии WBA.                                                                                                |
| Дмитрий Митрофанов (2-0)      | PTS 4 (4)  | Джино Кантерс (5-2)             | Рейтинговый поединок в среднем весе. |
| Александрос Картозия (6-1)    | PTS4 (4)   | Даниэль Роблес (2-3-1)          | Рейтинговый поединок в тяжелом весе. |